# Gürleşen, Saimbeyli
Gürleşen là một xã thuộc huyện Saimbeyli, tỉnh Adana, Thổ Nhĩ Kỳ. Dân số thời điểm năm 2009 là 373 người.